# Kystdirektoratet
Kystdirektoratet är en dansk myndighet under Miljøministeriet, som organisatoriskt är en del av Miljøstyrelsen och är lokaliserad till Lemvig i Västjylland.
Kystdirektoratet grundades 1868 som Statens Vandbygningsvæsen. År 1973 omorganiserades det som Kystinspektoratet, från och med 2001 under namnet Kystdirektoratet. Det sammanslogs 2017 med Naturstyrelsen. Det svarar för strandskydd och naturskydd i klittområden vid kusterna i Danmark samt i vissa inlandsområden som Limfjorden.
Kystdirektoratet svarar för bland annat:
- Kustskydd för Nordsjökusten mellan norr om Thorsminde till söder om Hvide Sande
- Uppehållande av vattendjup i farleder och inseglingsrännor
- Underhåll av slussar och hamnanläggningar
- Underhåll av Rømødæmningen vid Rømø i Vadehavet
- Stormflodsberedskap på den jylländska västkusten

Kystdirektoratet har 90 personer anställda.